# Стаффорд, Эдуард, 3-й барон Стаффорд
Эдуард Стаффорд (англ. Edward Stafford; 7 января 1535 — 18 октября 1603) — английский аристократ, депутат Палаты общин в 1554, 1558 и 1559 годах, 3-й барон Стаффорд с 1566 года.

## Биография
Эдуард Стаффорд принадлежал к одному из самых знатных и влиятельных семейств Англии, представители которого заседали в парламенте с 1299 года. По женской линии Стаффорды происходили от младшего сына короля Эдуарда III; они владели обширными землями (главным образом на юго-западе королевства) и рядом титулов, включая герцогский. Однако деда Эдуарда, 3-го герцога Бекингема, в 1521 году казнили за измену, а его владения и титулы конфисковали, так что Стаффорды выбыли из состава аристократической элиты.
Эдуард родился в 1536 году и стал третьим сыном в семье единственного сына герцога (Генри) и его жены Урсулы Поул. По матери он происходил от Йоркской королевской династии и по обеим линиям был довольно близким родственником Тюдоров — троюродным племянником Генриха VIII. Отец Генри получил от короны часть семейных владений, а в 1547 году занял место в Палате лордов как 1-й барон Стаффорд. Эдуард в 1554 году был избран в Палату общин как рыцарь от округа Банбури в Оксфордшире, в 1558 и 1559 годах переизбирался. В 1557 году его брат Томас был казнён за мятеж, и Эдуарда заподозрили в соучастии, но после допроса в Тайном совете подозрения были сняты. В 1558 и 1559 годах Стаффорд снова заседал в Палате общин. Возможно, именно он — тот «мистер Стаффорд», который в 1560 году нёс военную службу на шотландской границе.
После смерти в 1566 году старшего из братьев, Генри, Эдуард унаследовал семейные владения и баронский титул. Он был в числе сторонников католичества, так что в 1574 году его даже включили в список предполагаемых сторонников Марии Стюарт; тем не менее Стаффорд был в числе пэров, судивших королеву Шотландии в 1586 году и приговоривших её к смерти за измену. В 1587 году он занял должность вице-адмирала Глостершира, в 1601 году стал членом Совета марок Уэльса. Барон участвовал в суде над Робертом Деверё, 2-м графом Эссексом.
Стаффорд обладал плохой репутацией: он был расточительным человеком, притеснял своих арендаторов, игнорировал требования местных властей. В 1586 году Тайному совету пришлось обратиться к нему с требованием оставить в покое мэра Бристоля Ричарда Коула, которого Стаффорд называл своим вилланом. Против барона регулярно подавались иски, связанные с невыплатой им долгов, незаконным лишением свободы, выселением арендаторов и жестоким обращением с ними. Некто Ральф Хиггонс заявлял, что Стаффорд произносил «непочтительные и предательские слова» в адрес королевы Елизаветы и её родителей (по-видимому, обосновать своё обвинение он не смог).
Барон умер 18 октября 1603 года, не оставив завещания.

## Семья
Стаффорд был женат на Мэри Стэнли, дочери Эдуарда Стэнли, 3-го графа Дерби, и Доротеи Говард. В этом браке родились:
- Доротея (умерла после 1646), жена Джервиса (имя неизвестно)[5];
- Эдуард (около 1568—1569)[2];
- Эдуард (1572—1625), 4-й барон Стаффорд[2].